# Galeazzo von Thun und Hohenstein
Fra Galeazzo von Thun und Hohenstein SMOM (24. září 1849, Trident – 26. března 1931, Řím) byl italský profesní rytíř Řádu maltézských rytířů a v letech 1905–1931 jeho 75. velmistr.